# Siberian Coal Energy Company
Siberian Coal Energy Company (SUEK) er en russisk kulmine- og energikoncern. 
Virksomheden blev etableret i 2001 og har hovedkvarter i Moskva.
SUEK driver 28 kulminer og 27 kraftværker i Sibirien og Russisk fjernøsten.